# Limnephilus castor
Limnephilus castor är en nattsländeart som beskrevs av Ross och Merkley 1952. Limnephilus castor ingår i släktet Limnephilus och familjen husmasknattsländor. Inga underarter finns listade i Catalogue of Life.